# ダゴール・ヌイン・ギリアス
ダゴール・ヌイン・ギリアス (Dagor-nuin-Giliath) はJ・R・R・トールキンのファンタジー小説『シルマリルの物語』における宝玉戦争の第二の合戦である。シンダリンで「星々の下の合戦(Battle-under-Stars)」の意。この戦の時には、まだ月が昇天していなかったためにこう呼ばれた。

## 開戦までの経緯
フェアノールと彼の息子たちとその軍勢は2つの木の時代の1497年に、ドレンギストの入り江の外のランモスから中つ国に上陸した。そこで彼らは現在ロスガールとして知られる場所で船を燃やした。そして一行はミスリム湖の北岸に宿営した。ロスガールでの船の焼き討ちはフィンゴルフィンに気づかれたが、モルゴスの監視者にも気づかれた。モルゴスはオークの軍勢をエレド・ウェスリンに送り込み、フェアノールたちが居所を確立する前に滅ぼそうと奇襲をかけた。

## 戦闘
ノルドールは不意を突かれた上に数で劣っていたものの、たちまちの内に大勝利を収めた。何故となれば、彼らは二つの木の光をその眼で見た上のエルフだったからである。この時キーアダンを包囲していたオーク達が援軍として差し向けられたが、これはフェアノールの息子ケレゴルムが感付いて逆に急襲し壊滅せしめた。この合戦は10日間に及び、ベレリアンド征服を目指してモルゴスが用意した全軍勢の内戻ってきたのはわずか一握りであった。この結果には流石のモルゴスも唖然としたという。しかし彼にとっては慰めとなることも起こった。当のフェアノールがこの戦で命を落としたのである。彼は仇敵への復讐の念と憤怒の余りオークの残党を追うのに入れ込み、味方を引き離して突出し過ぎたのである。これを見たオーク達は反転して攻めに転じ、さらにアングバンドからバルログ達が出てきた。そしてフェアノールはモルゴスの王土ドル・ダイデロスで包囲された。彼は獅子奮迅の戦いぶりを見せたが、遂にはバルログの長ゴスモグによって致命傷を負わされた。その時彼の息子たちが軍を率いてやって来たため、モルゴス軍はフェアノールを放り出して撤退した。フェアノールは追いついた息子たちに救出されたが、引き返す途中エレド・ウェスリンの山腹で、彼はサンゴロドリムを眺めた時、予見の力で、自分たちの力ではアングバンドを陥落できないことを悟ったが、それでもなお、モルゴスの名を三度罵り、息子たちにシルマリルを取り戻す誓言を守り、自分の仇を討つことを託して死んだ。彼の魂は火のように燃え、自らの肉体を灰にして飛び去ったといわれる。

## 戦後
フェアノールが死んだ直後に、モルゴスはエルフ側に使者を遣わして、敗北を認めて和睦の話し合いを申し込んだ。シルマリルを1個引き渡しても構わないという条件付きである。これにフェアノールの長子マイズロスは十分警戒して、双方共に決められた以上の軍勢を引き連れてきたが、モルゴス側の方が多かった上にバルログもいたため、マイズロス以外の者は皆殺しにされ、彼は生け捕りにされた。そして彼を人質としたのであるが、フェアノールの息子たちは誓いに縛られていたため、モルゴスへの戦いを止めることは出来なかった。そこでモルゴスはマイズロスの右手に鉄の枷をはめサンゴロドリムの絶壁にぶら下げた。

### マイズロスの救出とノルドール族の和解
太陽の第一紀、フィンゴルフィンの長子フィンゴンはマイズロスの親友であったため、彼が囚われの身になっていることを知ると単身、救出のためにサンゴロドリムの山をよじ登った。そこでマイズロスを発見するものの、近くによることは出来ず、マイズロスはフィンゴンに自分を射殺すよう頼む有様であった。そこでフィンゴンがマンウェに哀れみをこうと、大鷲の王ソロンドールがやって来てフィンゴンをマイズロスの近くまで運んだ。しかし魔法の鉄枷は外せなかったため、仕方なく右手首を切断し彼を助け出すことに成功した。フィンゴンはこの勲で名を上げ、そしてマイズロスがノルドールの上級王の王権をフィンゴルフィンに譲り、フェアノールが船を焼いて見捨てた所業を謝罪したために、両王家は再び団結することとなった。